# Cratere Hiromi
Hiromi  è un cratere sulla superficie di Venere.